# Karl J. Friston
Karl John Friston (narozen 12. července 1959) je britský neurovědec a teoretik na University College London. Je odborníkem na neurozobrazování (neuroimaging) a teoretickou neurovědu, zejména na použití statistických metod inspirovaných fyzikou (statistickou fyzikou) k modelování dat a dalších stochastických dynamických systémů. Je hlavním autorem principu volné energie (free energy principle). V rámci neurozobrazování je jeho jméno spojováno se statistickým parametrickým mapováním a dynamickým kauzálním modelováním. V říjnu 2022 nastoupil jako hlavní vědec do kalifornské firmy VERSES, zabývající se umělou inteligenci.
Friston je jedním z nejcitovanějších vědců všech dob a v roce 2016 byl společností Semantic Scholar zařazen na první místo v žebříčku 10 nejvlivnějších neurovědců.